# Parafia greckokatolicka św. Paraskewi w Wysoczanach
Parafia greckokatolicka św. Paraskewi w Wysoczanach – parafia greckokatolicka w Wysoczanach, w dekanacie sanockim archieparchii przemysko-warszawskiej. Założona w 1997.